# Аборты в Северной Македонии
Аборты в Северной Македонии являются законными по запросу женщины в течение первых десяти недель беременности. После десяти недель эту процедуру разрешено проводить в тех случаях, когда здоровье или жизнь женщины находится в опасности, когда ожидается, что ребёнок будет иметь серьёзные дефекты, если беременность является результатом изнасилования, или на женское здоровье влияют неблагоприятные обстоятельства. Женщина и её муж должны получить информацию о возможных вредных последствиях прерывания беременности, а также о средствах предохранения от нежелательной беременности. Аборт вправе выполнить только акушер-гинеколог в медицинском учреждении, которое отвечает определённым минимальным стандартам. До 2013 года эту процедуру должна была одобрить комиссия в составе акушера-гинеколога, терапевта или специалиста по внутренней медицине, и социального работника или психолога. С момента принятия спорного антиабортного закона 2013 года, запрос на проведение аборта после 10 недель нужно подавать в Министерство здравоохранения. Женщина, которая стремится совершить эту процедуру, должна подтвердить, что она прошла консультацию, сообщила своему партнёру и встретилась с гинекологом.
Закон об абортах 1977 года, принятый, когда Македония была частью Югославии, оставался почти без изменений до 2013 года. Закон об абортах 2013 года был принят по ускоренной парламентской процедуре, которая ограничила дискуссии. Этот шаг раскритиковали шесть членов Европейского парламента. Со стороны оппозиции он был назван ограничением прав женщин.
Правительство Македонии, опираясь на Македонскую православную церковь, также проводит рекламные кампании против абортов, направленные на повышение рождаемости в стране.
На своём пике в 1986 году, количество абортов в Республике Македонии было 70,6 на 1000 женщин в возрасте 15-44 лет. Их уровень упал после обретения независимости, до 28,5 в 1996 году. По состоянию на 2010 год количество абортов составило 11,1 на 1000 женщин в возрасте 15-44 лет.